# Данько, Василий Иосифович
Василий Иосифович Данько (1917—1988) — майор Советской Армии, участник Великой Отечественной войны, Герой Советского Союза (1943).

## Биография
Василий Данько родился 21 марта 1917 года в селе Новая Астрахань Старобельского уезда Харьковской губернии (ныне в Кременском районе Луганщины) в семье крестьянина. Окончил десять классов школы, затем три курса рабфака. В сентябре 1939 года Данько был призван на службу в Рабоче-крестьянскую Красную Армию. В 1941 году он окончил Грозненское военное пехотное училище. С июля того же года — на фронтах Великой Отечественной войны. Принимал участие в боях на Западном, Сталинградском, Воронежском, Юго-Западном, Степном и 2-м Украинском фронтах. В боях четыре раза был ранен и два раза контужен. К сентябрю 1943 года гвардии капитан Василий Данько командовал батальоном 182-го гвардейского стрелкового полка 62-й гвардейской стрелковой дивизии 37-й армии Степного фронта. Отличился во время битвы за Днепр.
В ночь с 27 на 28 сентября 1943 года Данько во главе штурмовой группы переправился через Днепр на северную оконечность острова в районе села Куцеволовка Онуфриевского района Кировоградской области Украинской ССР, а затем неожиданным для противника ударом отбросил его и захватил плацдарм на западном берегу реки. В дальнейшем он принял активное участие в освобождении Куцеволовки и отражении ряда контратак войск противника.
Указом Президиума Верховного Совета СССР от 20 декабря 1943 года за «умелое командование подразделением, мужество и героизм, проявленные в битве за Днепр» гвардии капитан Василий Данько был удостоен высокого звания Героя Советского Союза с вручением ордена Ленина и медали «Золотая Звезда» за номером 3317.
Участвовал в Пятихатской, Знаменской и Кировоградской операциях. Под Кировоградом Данько получил тяжёлое ранение и контузию. После излечения он учился на курсах «Выстрел», а в феврале 1945 года вернулся на фронт. Участвовал в Венской и Пражской операциях. В дальнейшем принимал участие в советско-японской войне на Забайкальском фронте. В 1946 году в звании майора Данько был уволен в запас. Окончил Высшую партийную школу. Работал директором школы фабрично-заводского ученичества № 44 в городе Рубежном Луганской области, в 1953 году был направлен на ответственную партийную должность — заместителя председателя Рубежанского горисполкома. Позднее переехал в Харьков, где работал директором конторы «Сельхозтехника». Скончался 10 января 1988 года, похоронен на харьковском кладбище № 5.
Был также награждён орденами Александра Невского, Отечественной войны 1-й степени, Красной Звезды, «Знак Почёта», рядом медалей.